# Dominika Peczynski
Dominika Maria Peczynski (Varsó, 1970. szeptember 20. –) lengyel-svéd énekes, modell, televíziós házigazda. Az Army of Lovers együttes korábbi tagja.

## Élete
Orosz származású zsidó anya és lengyel apa gyermekeként született. Dominika 7 éves koráig élt Lengyelországban, majd Stockholmba költöztek. Később egy modellügynökség tagja lett. Hosszú ideig Prágában élt.

## Army of Lovers
Dominika 1992-ben csatlakozott az együtteshez, ahol az Hasta Mañana című ABBA dal feldolgozását énekelte el. Dominika már korábban is ismerte a tagokat, mivel Michaela Dornonville de la Cour és Camilla Henemark is ugyanannál a modellügynökségnél dolgozott. Jean-Pierre Barda iskolatársa volt, ahol Alexander Barddal is találkozott korábban.

## Magánélete
Peczynskinek két gyermeke van, két apától. Lánya, Hannah Sabina Edna Bari (2000. augusztus 1.) Claes Baritól született. Fia, Harry Bartal (2011. augusztus 8.) Yoav Bartaltól született. Perczynski 2018-tól Anders Borg felesége, aki Svédország korábbi pénzügyminisztere.